# Laufey (cantante)

Firma di Laufey

Laufey Lín Jónsdóttir, nota semplicemente come Laufey (Reykjavík, 23 aprile 1999), è una cantautrice e musicista islandese.

## Biografia
È nata a Reykjavík da padre islandese e madre cinese. La madre è una violinista e suo nonno era un insegnante di violino in Cina; anche sua sorella gemella Junia è una violinista.
All'età di 15 anni si è esibita come violoncellista solista con l'Orchestra Sinfonica Islandese. Nel 2014 ha partecipato all'edizione di quell'anno di Ísland Got Talent (versione locale del format Got Talent), dove è risultata finalista. Nel 2015 ha invece partecipato all'edizione islandese di The Voice giungendo in semifinale.
Nel 2020 ha pubblicato il suo primo singolo discografico dal titolo Street by Street. Nell'aprile 2021 ha pubblicato il suo primo EP Typical of Me. Nel novembre seguente si è esibita al London Jazz Festival, mentre in dicembre ha collaborato con la cantante britannica Dodie in una versione del brano di Irving Berlin Love To Keep Me Warm.
Il 22 gennaio 2022 ha partecipato al programma televisivo statunitense Jimmy Kimmel Live!. Il 26 agosto dello stesso anno è stato pubblicato il suo primo album in studio Everything I Know About Love. che riceve ottimi responsi dalla critica musicale.
L'8 settembre 2023 è uscito il suo secondo album in studio Bewitched, che vale alla cantante il suo primo Grammy per il miglior album vocale pop tradizionale. A supporto del disco, la cantante si è esibita in una serie di concerti tra il 2023 e il 2024 in Nord America, Europa, Asia e Australia.

## Discografia

### Album in studio
- 2022 – Everything I Know About Love
- 2023 – Bewitched
- 2025 – A Matter of Time

### Album dal vivo
- 2023 – A Night at the Symphony
- 2024 – A Night at the Symphony: Live at the Hollywood Bowl (con la Los Angeles Philharmonic Orchestra)

### EP
- 2021 – Typical of Me
- 2022 – The Reykjavík Sessions
- 2024 – A Very Laufey Holiday

### Singoli
- 2021 – Best Friend
- 2021 – Magnolia
- 2021 – Let You Break My Heart Again (con la Philharmonia Orchestra)
- 2021 – Love to Keep Me Warm (con Dodie)
- 2022 – Valentine
- 2022 – Everything I Know About Love
- 2022 – Fragile
- 2022 – The Reykjavík Sessions
- 2022 – The Christmas Waltz
- 2023 – From the Start
- 2023 – Bewitched
- 2023 – A Night to Remember (con Beabadoobee)
- 2023 – Winter Wonderland
- 2024 – Goddess
- 2024 – Santa Baby
- 2024 – Christmas Magic
- 2025 – Silver Lining
- 2025 – Tough Luck
- 2025 – Lover Girl

## Tournée
- 2022 – Everything I Know About Love Tour
- 2023-24 – Bewtiched Tour
- 2025 – A Matter of Time Tour

## Riconoscimenti
- Grammy Awards
  - 2024 – Candidatura all'Album vocale pop traduzione per Bewitched[11]

- Íslensku tónlistarverðlaunin
  - 2024 – Artista dell'anno – Pop, Rock, Hip Hop ed Elettronica[15]
  - 2024 – Esibizione vocale dell'anno – Pop, Rock, Hip Hop ed Elettronica[15]

- MTV Video Music Awards
  - 2024 – Candidatura all'Esibizione Push dell'anno per Goddess[16]